# Route Napoléon

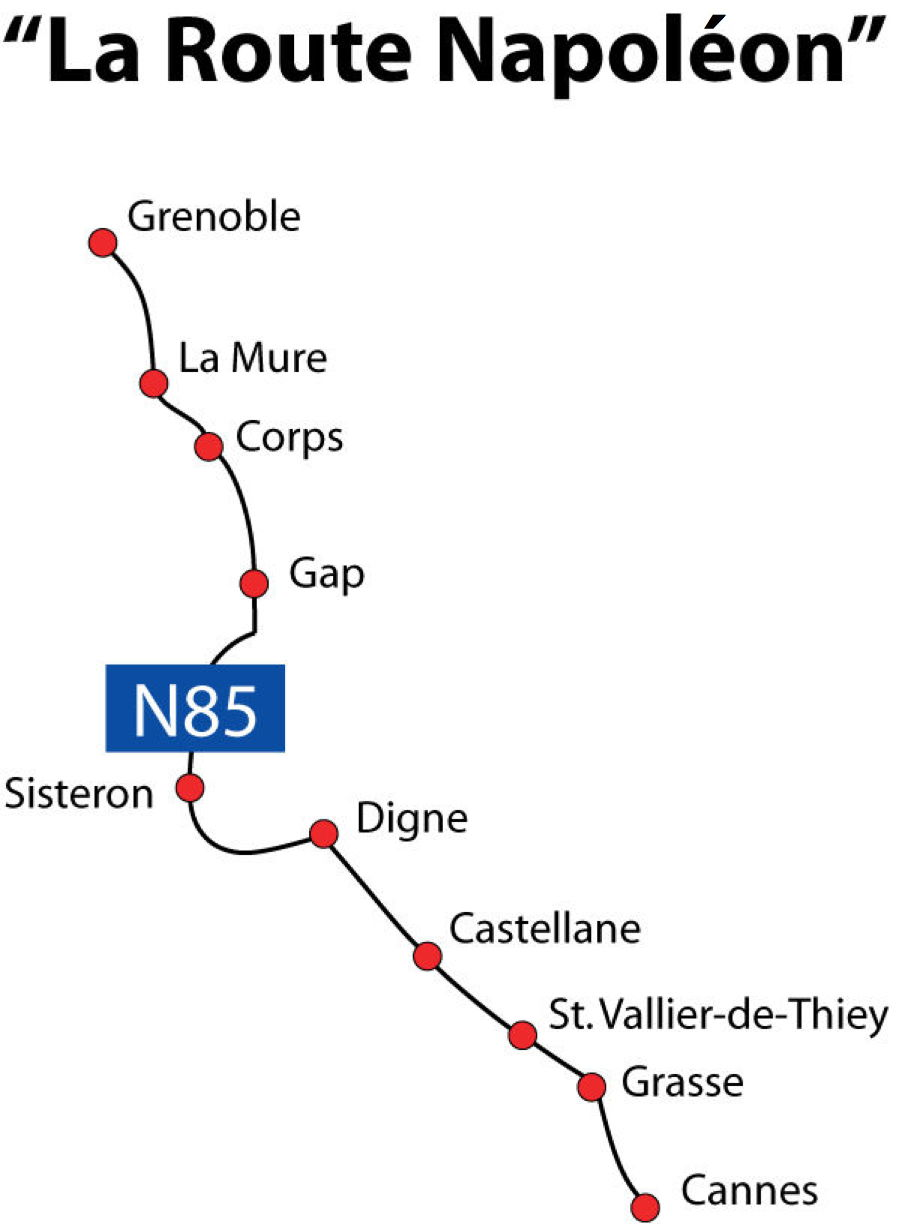
De route

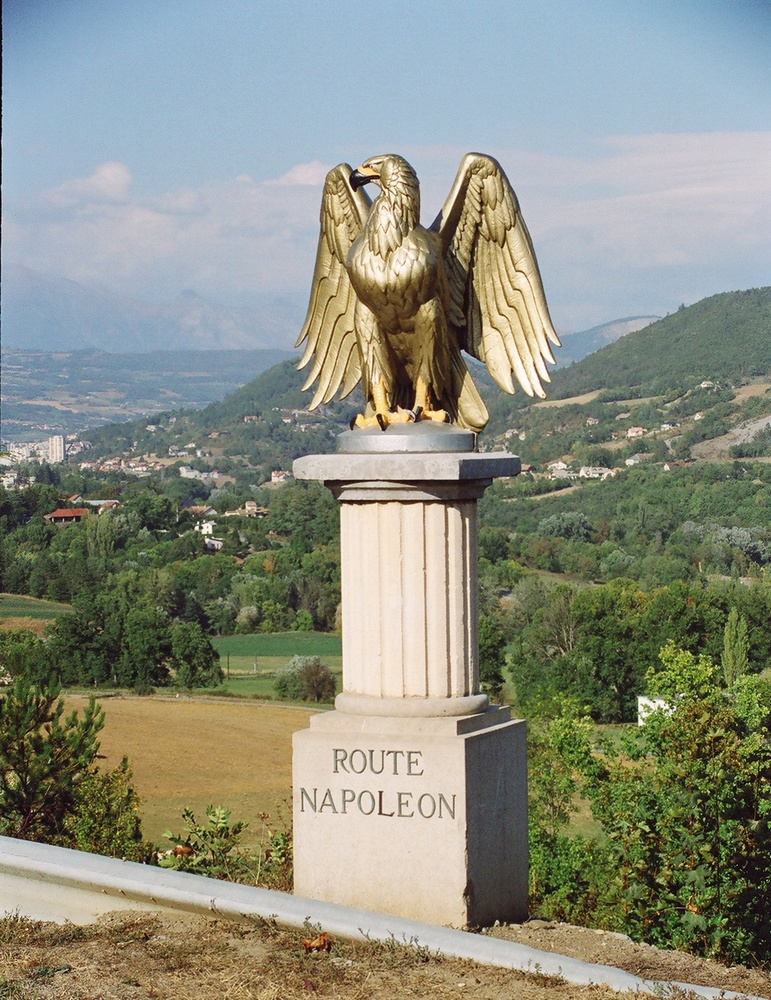
Pilaar met goudkleurige adelaar die de route markeert

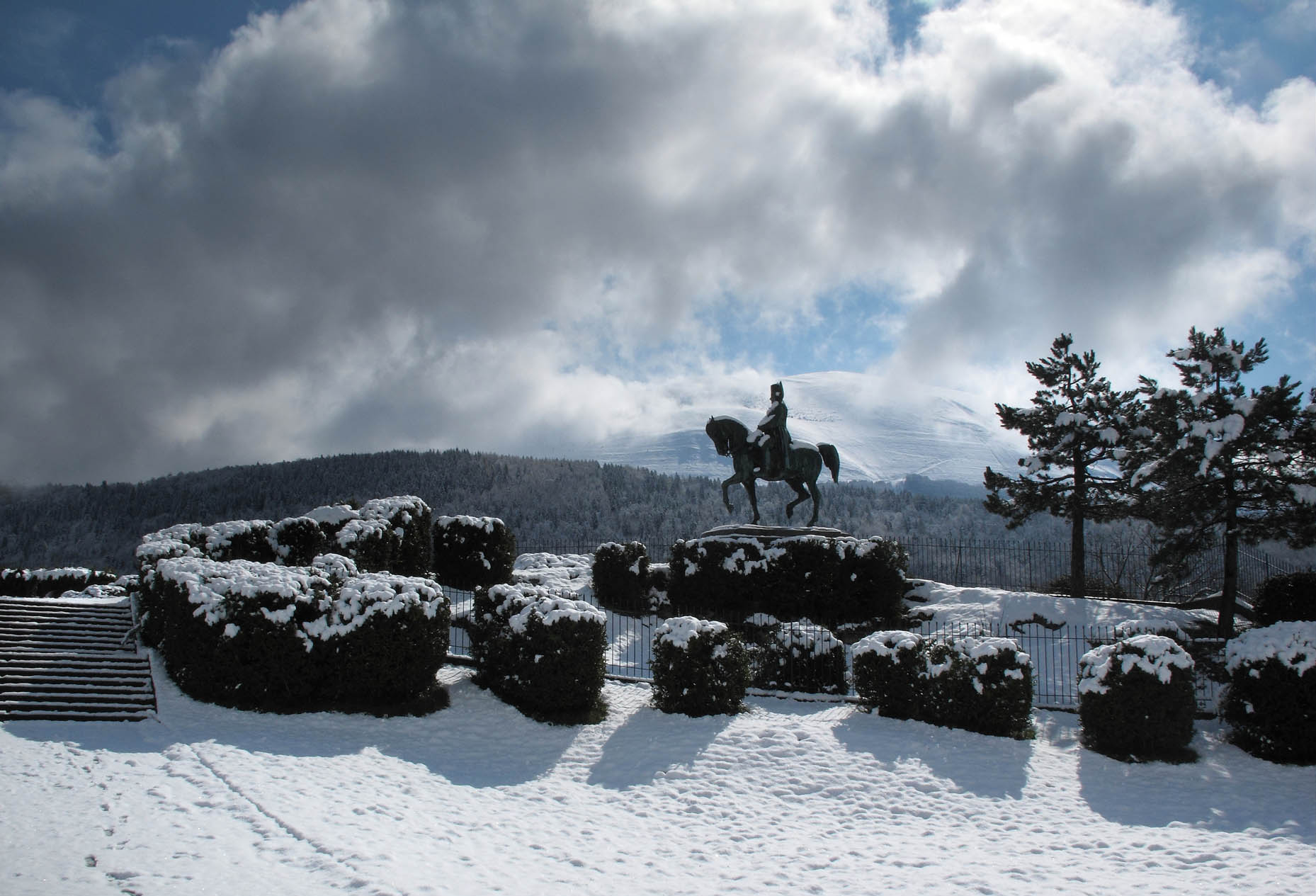
Route Napoléon, Prairie de la Rencontre

De Route Napoléon is een toeristische route in het zuiden van Frankrijk. Ze werd in 1932 geopend en gaat terug op het historische traject dat Napoleon Bonaparte volgde toen hij terugkeerde uit ballingschap van het eiland Elba. De route wordt gemarkeerd met het keizerlijke adelaarsteken. Tot 2006 had de weg het wegnummer N85. Sindsdien bestaat deze uit afzonderlijk genummerde departementale wegen.

## Geschiedenis
Na de Slag bij Leipzig (1813) ging het Eerste Franse Keizerrijk van Napoleon ten onder. Hij werd in 1814 verbannen naar Elba, maar al snel ontsnapte hij van het eiland.
Hij ontscheepte op 1 maart 1815 in Golfe-Juan nabij Cannes, in gezelschap van een aantal getrouwen die hem steunden bij het heroveren van zijn keizerstitel. Napoleon reisde via de bergen naar Lyon om zo eventueel verzet van koningsgezinde dorpen in de Rhônevallei te ontlopen. De Route Napoléon is daarom de slingerweg die de Middellandse Zee met Grenoble verbindt, onder meer via Grasse, Digne en Gap.
Tijdens zijn reis groeide de groep sympathisanten almaar aan, zodat hij na 20 dagen als een volksheld in Parijs aankwam.

## Plaatsen aan de route
Van het zuiden naar het noorden:
- Antibes
- Grasse
- Saint-Vallier-de-Thiey
- Castellane
- Digne
- Sisteron
- Gap
- Col Bayard (1.246 m)
- Corps
- La Mure
- Laffrey
- Vizille (Museum van de Franse Revolutie)
- Grenoble